# Полицијски пас
Полицијски пас (службени пас) је за посебне намјене специјално обучени пас у служби полиције. Полицијски пас има свог службеног водича. Њихове дужности укључују: трагање за дрогом и експлозивом, лоцирање несталих особа, проналажење доказа на месту злочина и заштиту њихових водича. Полицијски пси морају запамтити неколико вербалних знакова и ручних покрета.
Најчешће расе паса које се користе су немачки овчар, малиноа, лабрадор ретривер и ротвајлер.